# Discografia dei Powerwolf
La band power metal tedesca Powerwolf ha pubblicato 8 album in studio, tre album dal vivo, tre EP, undici singoli and 13 videoclip.

## Album

### Album in Studio
| Titolo                 | Dettagli album                                                                                                | Posizione più alta in classifica | Posizione più alta in classifica | Posizione più alta in classifica | Posizione più alta in classifica | Posizione più alta in classifica | Posizione più alta in classifica | Posizione più alta in classifica | Posizione più alta in classifica | Posizione più alta in classifica |     | Certificazioni |
| Titolo                 | Dettagli album                                                                                                | GER                              | NLD                              | SWE                              | FIN                              | AUT                              | SWI                              | POL                              | BEL (WA)                         | BEL (FL)                         | HUN | Certificazioni |
| ---------------------- | --- | -------------------------------- | -------------------------------- | -------------------------------- | -------------------------------- | -------------------------------- | -------------------------------- | -------------------------------- | -------------------------------- | -------------------------------- | --- | -------------- |
| Return in Bloodred     | - Data di Pubblicazione: 4 Aprile 2005 - Etichetta: Metal Blade Records - Formati: CD, LP, download digitale  | —                                | —                                | —                                | —                                | —                                | —                                | —                                | —                                | —                                | —   |                |
| Lupus Dei              | - Data di Pubblicazione: 7 Maggio 2007 - Etichetta: Metal Blade Records - Formati: CD, LP, download digitale  | —                                | —                                | —                                | —                                | —                                | —                                | —                                | —                                | —                                | —   |                |
| Bible of the Beast     | - Data di Pubblicazione: 24 Aprile 2009 - Etichetta: Metal Blade Records - Formati: CD, LP, download digitale | 76                               | —                                | —                                | —                                | —                                | —                                | —                                | —                                | —                                | —   |                |
| Blood of the Saints    | - Data di Pubblicazione: 29 Luglio 2011 - Etichetta: Metal Blade Records - Formatu: CD, LP, download digitale | 23                               | —                                | —                                | —                                | —                                | 75                               | —                                | —                                | —                                | —   |                |
| Preachers of the Night | - Data di Pubblicazione: 19 Luglio 2013 - Etichetta: Napalm Records - Formati: CD, LP, download digitale      | 1                                | —                                | 50                               | 49                               | 24                               | 23                               | —                                | 97                               | 105                              | —   |                |
| Blessed & Possessed    | - Data di Pubblicazione: 17 Luglio 2015 - Etichetta: Napalm Records - Formati: CD, LP, download digitale      | 3                                | 70                               | 46                               | 30                               | 17                               | 10                               | —                                | 59                               | 41                               | 26  | - CZE: Oro     |
| The Sacrament of Sin   | - Data di Pubblicazione: 20 Luglio 2018 - Etichetta: Napalm Records - Formati: CD, LP, download digitale      | 1                                | 94                               | —                                | 16                               | 9                                | 4                                | 34                               | 16                               | 8                                | 17  | - CZE: Oro     |
| Call of the Wild       | - Data di Pubblicazione: 16 Luglio 2021 - Etichetta: Napalm Records                                           |                                  |                                  |                                  |                                  |                                  |                                  |                                  |                                  |                                  |     |                |

### Album dal vivo
| Titolo                  | Dettagli album                                                                                       | Posizione più alta in classifica | Posizione più alta in classifica |
| Titolo                  | Dettagli album                                                                                       | GER                              | NLD                              |
| ----------------------- | --- | -------------------------------- | -------------------------------- |
| Alive in the Night      | - Data di Pubblicazione: 13 Marzo 2012 - Etichetta: Metal Blade Records - Formati: CD                | —                                | —                                |
| The Metal Mass – Live   | - Data di Pubblicazione: 29 Luglio 2016 - Etichetta: Napalm Records - Formati: CD, download digitale | 4                                | 30                               |
| Preaching at the Breeze | - Data di Pubblicazione: 6 Gennaio 2017 - Etichetta: Napalm Records - Formati: CD                    | —                                | —                                |

### Compilation
| Titolo              | Dettagli album                                                                                            | Posizione più alta in classifica | Posizione più alta in classifica | Posizione più alta in classifica | Posizione più alta in classifica | Posizione più alta in classifica | Posizione più alta in classifica | Posizione più alta in classifica | Posizione più alta in classifica | Posizione più alta in classifica |     | Certificazioni |
| Titolo              | Dettagli album                                                                                            | GER                              | NLD                              | SWE                              | FIN                              | AUT                              | SWI                              | POL                              | BEL (WA)                         | BEL (FL)                         | HUN | Certificazioni |
| ------------------- | --- | -------------------------------- | -------------------------------- | -------------------------------- | -------------------------------- | -------------------------------- | -------------------------------- | -------------------------------- | -------------------------------- | -------------------------------- | --- | -------------- |
| Metallum Nostrum    | - Data di Pubblicazione: 11 Gennaio 2019 - Etichetta: Napalm Records - Formati: CD, LP, download digitale | 67                               | —                                | —                                | —                                | —                                | —                                | —                                | 165                              | —                                | —   |                |
| Best of the Blessed | - Data di Pubblicazione: 5 Giugno 2020 - Etichetta: Napalm Records - Formati: CD, LP, download digitale   |                                  |                                  |                                  |                                  |                                  |                                  |                                  |                                  |                                  |     |                |

## EP
| Titolo                   | Dettagli album                                                                           |
| ------------------------ | ---------------------------------------------------------------------------------------- |
| Wolfsnächte 2012 Tour EP | - Data di Pubblicazione: 13 Decembre 2011 - Etichetta: Metal Blade Records - Formati: CD |
| The Rockhard Sacrament   | - Data di Pubblicazione: 22 Giugno 2013 - Etichetta: Napalm Records - Formati: CD        |
| Wolfsnächte 2015 Tour EP | - Data di Pubblicazione: 2015 - Etichetta: Napalm Records - Formati: CD                  |

## Singoli
| Titolo                            | Anno | Certificazioni      | Album                  |
| --------------------------------- | ---- | ------------------- | ---------------------- |
| "In Blood We Trust"               | 2007 |                     | Lupus Dei              |
| "Raise Your Fist, Evangelist"     | 2009 |                     | Bible of the Beast     |
| "Sanctified With Dynamite"        | 2011 |                     | Blood of the Saints    |
| "We Drink Your Blood"             | 2011 |                     | Blood of the Saints    |
| "Amen &amp; Attack"               | 2013 |                     | Preachers of the Night |
| "Army of the Night"               | 2015 |                     | Blessed & Possessed    |
| "Armata Strigoi"                  | 2015 |                     | Blessed & Possessed    |
| "Demons Are a Girl's Best Friend" | 2018 | - CZE: Platino      | The Sacrament of Sin   |
| "Fire &amp; Forgive"              | 2018 |                     | The Sacrament of Sin   |
| "Incense & Iron"                  | 2018 |                     | The Sacrament of Sin   |
| "Kiss of the Cobra King"          | 2019 | - CZE: Oro, Platino | Best of the Blessed    |
| "Werewolves of Armenia"           | 2020 |                     | Best of the Blessed    |
| "Sanctified with Dynamite (Live)" | 2020 |                     | Best of the Blessed    |

## Box
| Titolo                   | Dettagli album                                                                              |
| ------------------------ | ------------------------------------------------------------------------------------------- |
| Trinity in Black         | - Data di Pubblicazione: 6 Maggio 2011 - Etichetta: Metal Blade Records - Formati: CD, LP   |
| The History of Heresy I  | - Data di Pubblicazione: 23 Maggio 2014 - Etichetta: Metal Blade Records - Formati: CD, DVD |
| The History of Heresy II | - Data di Pubblicazione: 24 Ottobre 2014 - Etichetta: Metal Blade Records - Formati: CD     |

## Videografia

### Album video
| Titolo                | Dettagli album                                                                                                 | Posizione più alta in classifica | Posizione più alta in classifica | Posizione più alta in classifica |
| Titolo                | Dettagli album                                                                                                 | AUT                              | BEL (WA)                         | BEL (FL)                         |
| --------------------- | --- | -------------------------------- | -------------------------------- | -------------------------------- |
| The Wacken Worship    | - Data di Pubblicazione: 2008 - Etichetta: Metal Blade Records - Formati: DVD                                  | —                                | —                                | —                                |
| The Metal Mass – Live | - Data di Pubblicazione: 27 Luglio 2016 - Etichetta: Napalm Records - Formati: DVD, Blu-ray, download digitale | 5                                | 2                                | 5                                |

### Videoclip
| Titolo                            | Year | Regista(i)            | Note   |
| --------------------------------- | ---- | --------------------- | ------ |
| "We Drink Your Blood"             | 2011 | Carlo Oppermann       | [ 23 ] |
| "Sanctified With Dynamite"        | 2012 | Carlo Oppermann       | [ 24 ] |
| "Amen & Attack"                   | 2013 | Carlo Oppermann       | [ 25 ] |
| "Army of the Night"               | 2015 | Carlo Oppermann       | [ 26 ] |
| "Armata Strigoi"                  | 2015 | Sconosciuto           | [ 27 ] |
| "Demons Are a Girl's Best Friend" | 2018 | Matteo Vdiva Fabbiani | [ 28 ] |
| "Fire & Forgive"                  | 2018 | Matteo Vdiva Fabbiani | [ 29 ] |
| "Killers With The Cross"          | 2018 | Matteo Vdiva Fabbiani | [ 30 ] |
| "Incense & Iron"                  | 2018 | Sconosciuto           | [ 31 ] |
| "The Sacrament Of Sin"            | 2018 | Sconosciuto           | [ 32 ] |
| "Stossgebet"                      | 2018 | Christian Ripkens     | [ 33 ] |
| "Where The Wild Wolves Have Gone" | 2018 | Christian Ripkens     | [ 34 ] |
| "Kiss of the Cobra King"          | 2019 | Matteo Vdiva Fabbiani | [ 35 ] |
| "Nightside of Siberia"            | 2019 | Christian Ripkens     | [ 36 ] |
| "Werewolves of Armenia"           | 2020 | Sconosciuto           | [ 37 ] |
| "Sanctified with Dynamite (Live)" | 2020 | Christian Ripkens     | [ 38 ] |